# Thymus maroccanus
Thymus maroccanus es una especie de plantas de la familia de las lamiáceas.

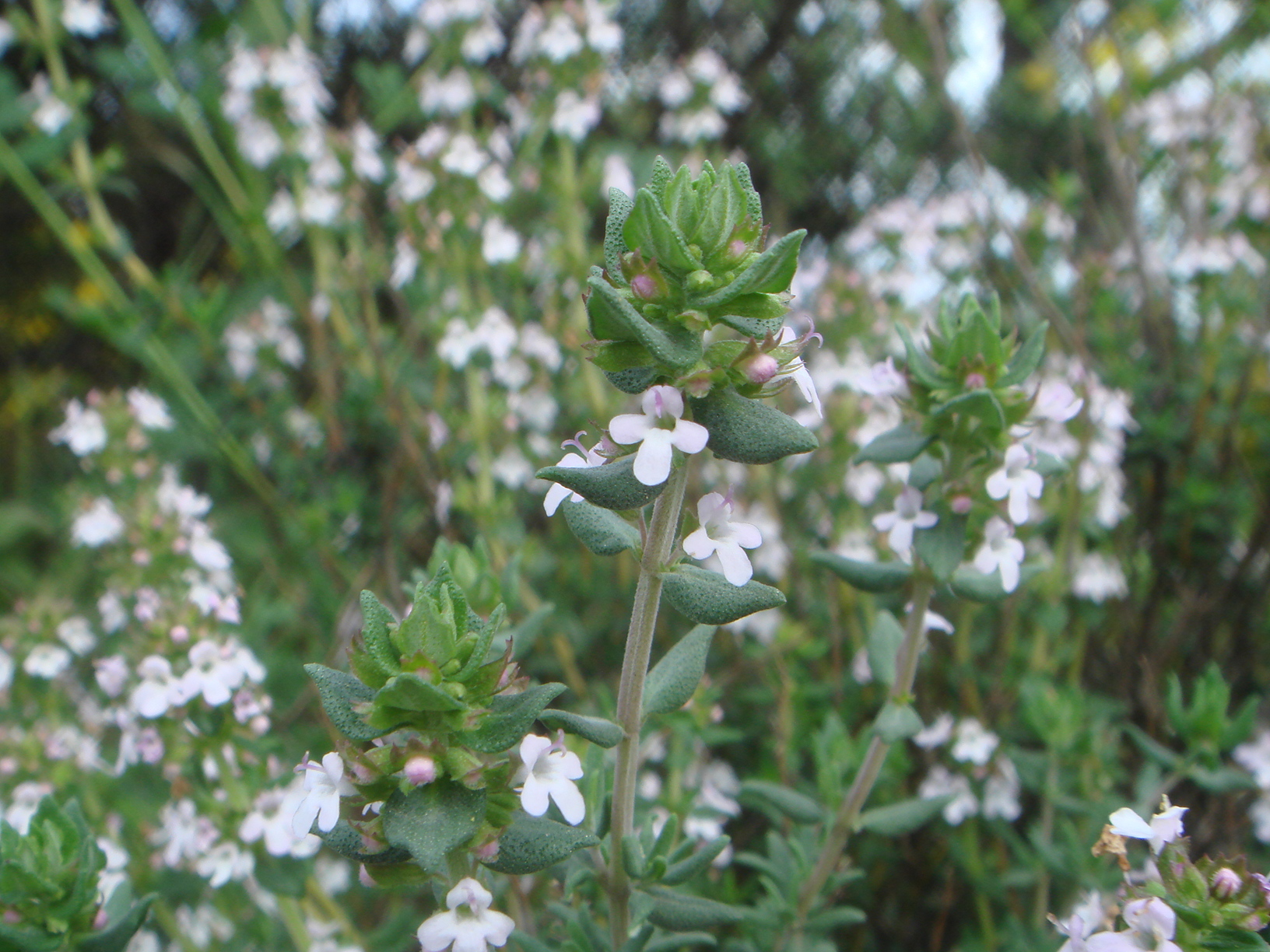
Vista de la planta

## Descripción
Subarbusto con tallos rectos; hojas caulinares ovales-elípticas, punteado-glandulosas sobre las dos caras; inflorescencias en espigas laxas, con pocas flores y con hojas sésiles, en las axilas flores de al menos 6 mm, con bracteola linear ciliadas, punteada; cáliz netamente bilabiado con 3 dientes anchos, subiguales y más cortos que los otros 2, desiguales, muy agudos, ciliados con largos pelos extendidos; corola rosa con 5 lóbulos subiguales, redondos, con un tubo velloso y punteado exteriormente.

## Distribución y hábitat
Endémico de Marruecos, en la llanura atlántica, Meseta central, Alto Atlas y Anti Atlas; Habita entre malezas, en  matorrales de  llanuras y  montañas bajas, sobre sustratos calcáreos y silíceos en suelos rocosos, poco profundos y bien drenados. Bioclimas árido y subhúmedo en variantes bioclimáticas cálidas y templadas. Vive en el piso inframediterráneo y termomediterráneo.

## Taxonomía
Thymus maroccanus fue descrita por John Ball (naturalista) y publicado en J. Bot. 13: 174. 1875
Etimología
Ver: Thymus
maroccanus: epíteto geográfico que alude a su localización en Marruecos.
Sinonimia
- Origanum maroccanum (Ball) Kuntze

subsp. maroccanus
- Thymus leptobotrys Murb.
- Thymus lythroides Murb.

subsp. rhombicus Villar
- Thymus hesperidum Maire	[3]